# Kay Dörfel
Kay Dörfel (* 30. März 1976 in Gera) ist ein deutscher Schlagersänger, Musiker und Musikproduzent.

## Leben
Kay Dörfel wurde bei einer Leistungskontrolle in seiner Schule entdeckt. In der Folge trat er immer wieder als Roy-Black-Imitator auf und gewann 1993 die ostdeutschen Imitationsmeisterschaften.
Der erste kommerzielle Erfolg stellte sich 1996 ein, als er den Flippers-Produzenten Karlheinz Rupprich kennenlernte und seinen ersten Plattenvertrag bei PolyGram erhielt. Sein Lied Hallo mein Engel lief 1996 in vielen Rundfunkanstalten, Dörfel war damit in vielen Fernsehsendungen zu Gast. Nach einem Labelwechsel 2001 folgte die Single Total verrückt. 2004, drei Jahre nach dem Tod seines Vaters, veröffentlichte Kay Dörfel die Ballade Hey Dad.

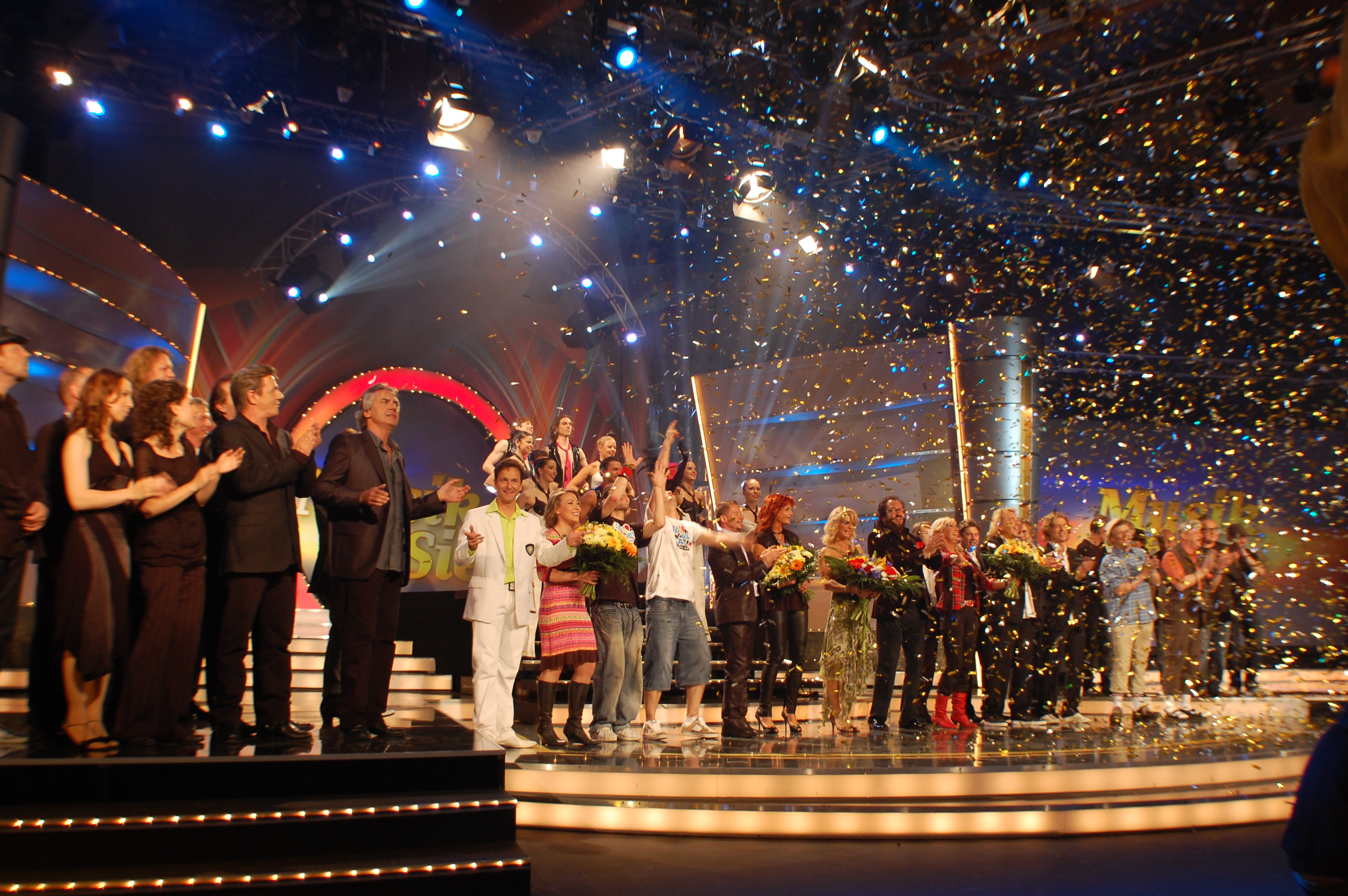
Finale Musik für Sie (MDR)

Im Jahr 2009 startete Kay Dörfel mit eigenem Label in der Fernsehshow Musik für Sie (MDR-Fernsehen) sein Comeback als Solist. Den Titel So wie damals, welchen er gemeinsam mit Christian Lösch produzierte, konnte er auf einigen Compilations platzieren. Mit dem Titel Mutter, dieses Lied ist ganz allein nur für Dich landet er einen Publikumserfolg. Erstmals ging Kay Dörfel ab Ende November 2009 mit einem eigenen Programm auf Weihnachtstournee. Anfang März 2010 erschien das zweite Album von Kay Dörfel, Alles nur Theater, mit Liedern, die er immer wieder in seinen Programmen singt. Eine weitere Veröffentlichung folgte im Mai 2010, mit dem Longplay Frei wie Robinson. Passend zu seinem 30-jährigen Bühnenjubiläum, erschien im Oktober 2012 das 4. Album seiner Laufbahn Gentleman. 2014 erschienen die Single Hollywood und 2015 der Titel Was Männer wirklich wollen. Es folgten 2016 der Longplay Auf und davon und 2018 das Album So bin ich.
Neben seiner Solokarriere tourte Kay Dörfel bis 2011 mit seinem langjährigen Freund und Kollegen Eberhard Hertel mit dem Programm Zwei gute Freunde durch Deutschland und produzierte mit ihm einige Duette. Als Komponist bescherte er im Frühjahr 2010 mit Und ich rufe deinen Namen Lena Valaitis einen Comebackhit. Im Februar 2013 erschien ein Duett-Lonplay, gemeinsam mit Willi Seitz, unter dem Namen Echte Engel.  2019 produzierte Kay Dörfel mit dem Weltstar Anita Hegerland (Duettpartnerin von Roy Black und Stimme großer Mike Oldfield-Songs) ein Remake von Schön ist es auf der Welt zu sein sowie das Duett Das Leben ist ein Wunder. 2021 schrieb und produzierte Kay Dörfel mit den Wildecker Herzbuben den gemeinsamen Titel Kerle wie wir. Er ist Musikverleger und Geschäftsführer der Eventfirma Stimmungszeit.

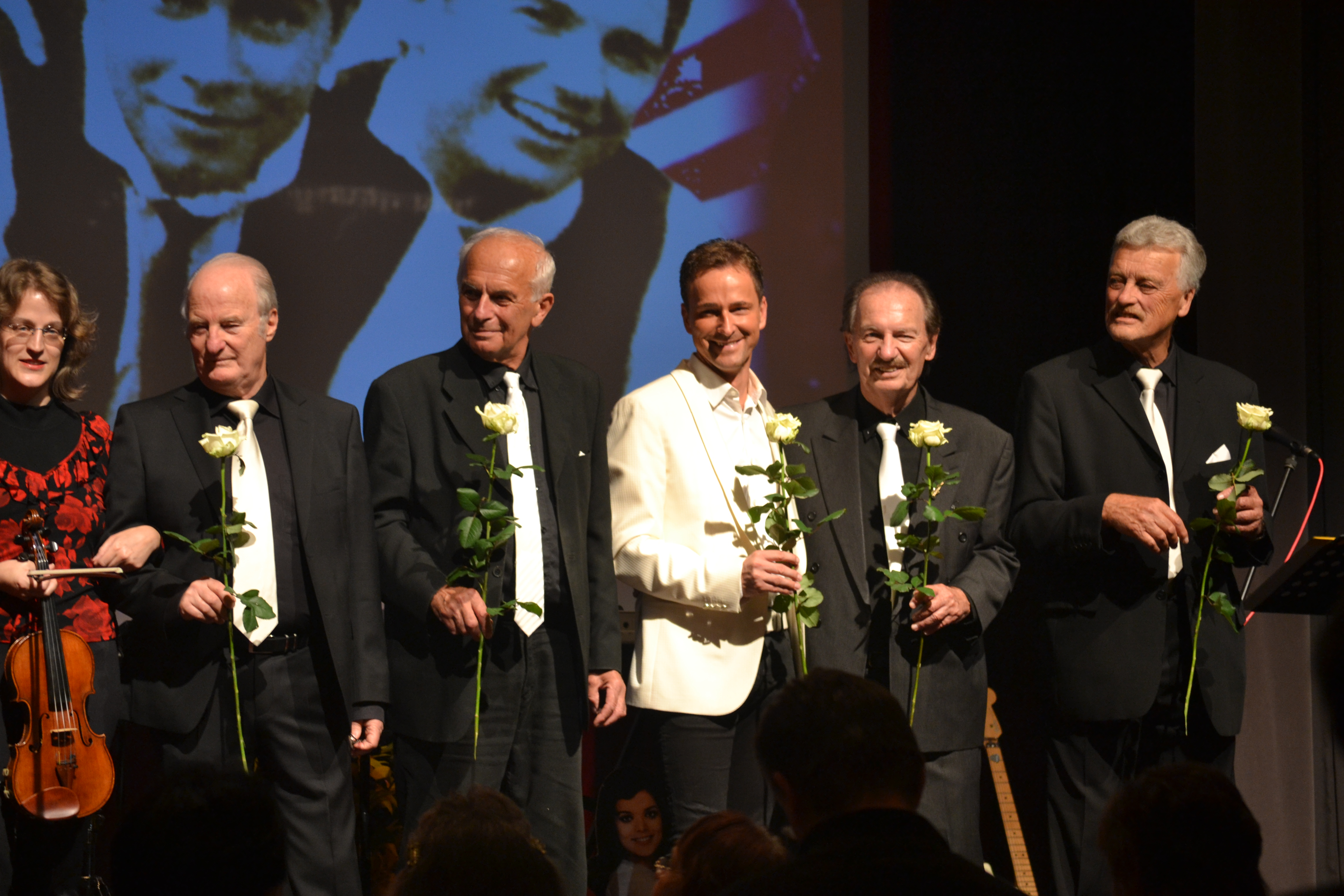
Kay Dörfel & „The Cannons“, 2016

2014, nach einem Amerika-Kanada-Aufenthalt, entwickelte er das Konzept zur Show Die Legende ROY BLACK. Am 25. Oktober 2014 hatte die Show in der Dingslebener Brauerei ihre Premiere. Von 2015 bis 2017 war er auch als Frontmann mit The Cannons, der Originalband von Roy Black, auf der Bühne. Nach dem Tod von Dieter Schwedes im Jahr 2017 gab die Band ihr Ende bekannt.
Silvester 2017 lief unter dem Titel Silvestersause Dörfels erste eigene TV-Sendung auf MyTVplus, zu der er Drehbuch und Regie führte. Seit 2020 kooperiert er mit dem Unterhaltungssender Gute Laune TV und produziert dort die Sendung Goldene SchlagerJuwelen - Deutsche Hits und ihre Geschichte.

## Diskografie
- 1996: Hallo mein Engel. Longplay-CD. Produziert von Karlheinz Rupprich für Polydor/Karussell
- 2001: Total verrückt. Single-CD. Produziert von Horst Lemke für Marabu Records
- 2003: Eine Nacht lang. Maxi-CD. Produziert von Horst Lemke für Marabu Records
- 2005: Ciao, arrividerci. Maxi-CD. Produziert von Wolfgang Schwalm für Wildcorner Music
- 2006: Glut in deinen Augen. Single-CD. Produziert von Horst Lemke für Marabu Records
- 2009: So wie damals. Maxi-CD. Produziert von Kay Dörfel für Stimmungszeit Records
- 2009: Du bist die Liebe meines Lebens. Maxi-CD. Produziert von Horst Lemke für Marabu Records
- 2010: Alles nur Theater. Longplay-CD. Produziert von Kay Dörfel für Stimmungszeit Records
- 2010: Frei wie Robinson. Longplay-CD. Produziert von Christian Lösch für Delta Music
- 2010: Wahre Wintergeschichten. Longplay-CD. Produziert von C.Lösch, P.Köller, H.Lemke + K.Dörfel für Delta Music
- 2011: Ab 40 küssen Mädels besser. Single-CD. Produziert von H.Kumpusch + K.Dörfel für Hellywood Music
- 2011: Wahre Wintergeschichten Vol. 2. Longplay-CD. Produziert von Kay Dörfel für Stimmungszeit Records
- 2012: Glück ist wie der Wind. Single-CD. Produziert von H.Kumpusch für Hellywood Music
- 2012: Gentleman. Longplay-CD. Produziert von K.Dörfel + H.Kumpusch, im Vertrieb von Zyx
- 2013: Echte Engel. Longplay-CD. Produziert von K.Dörfel + W. Seitz für Stimmungszeit Records
- 2014: Hollywood. Single-CD. Produziert von Horst Lemke für Marabu-Records
- 2015: Was Männer wirklich wollen. Single-CD. Produziert von Horst Lemke für Marabu-Records
- 2015: Viel mehr als ein Spiel. Single-CD. Produziert von Horst Lemke für Marabu-Records
- 2016: Auf und davon. Longplay-CD. Produziert von Kay Dörfel für MCP Sound & Media
- 2016: Die Legende Roy Black. Doppel-CD. Produziert von Kay Dörfel für MCP Sound & Media
- 2018: So bin ich. Longplay-CD. Produziert von Kay Dörfel für Hitmix
- 2019: Goldene SchlagerJuwelen. Longplay-CD. Produziert von Horst Lemke für Hitmix
- 2021: Die Legende Roy Black - Wunderbar ist die Welt. Doppel-CD. Produziert von Ken Roger & Santolina Tamarix für Tyrolis Music